# 남군 전투
남군 전투(南郡 戰鬪)는 208년 적벽 대전 후 형주에서의 조조 세력이 약해진 틈을 타 손권과 유비가 형주의 남군, 양양, 이릉 등을 습격해 조조군과 교전을 벌였고 결국 형주를 탈환했다.

## 삼국지연의의 묘사

### 배경
연의의 남군 전투
장판 전투 후 유비와 손권은 동맹을 맺고 208년 적벽 대전에서 조조의 83만 대군을 거의 전멸시킨다. 조조는 몇 기의 군사들만 데리고 겨우 근거지 허창으로 빠져 나가 군마를 재정비하고 이 틈을 타 유비와 손권은 형주를 탈환하기로 결정한다.
이에 조조는 군사 5만 명을 내어 남군은 조인에게, 합비를 장료에게, 양양을 하후돈에게, 이릉을 조홍에게 맡긴다.

정사의 남군 전투
적벽에서의 승기를 탄 주유는 남군을 지키던 조인을 쳐서 형주를 빼앗으려고 한다. 하지만 조인이 분전하여 주유는 조인과 1년이나 되는 진흙탕 싸움을 펼치게 된다.

### 전투 과정
연의
먼저 주유의 부하 장흠, 서성, 정봉이 군사 5000명을 이끌고 남군을 공략했고 이에 조인은 부하 우금을 내어 상대하게 한다. 그러나 우금이 정봉의 계략에 말려 들어 포위당하자 결국 조인은 직접 군사를 이끌고 나가 서성을 무찌르고 우금을 구출하고 동생 조순과도 합류해 혼전은 벌인 끝에 장흠을 대패해 진지로 후퇴한다.
주유는 장흠을 죽이려 했으나 여러 장수들의 만류로 그만두고 부하 감녕에게 군사 3000명을 주어 이릉의 조홍을 공격하게 했다. 이 사실을 안 조인은 부하 진교와 상의해 동생 조순과 부하 우금에게 군사를 주어 조홍을 돕도록 했다.
감녕은 첫 전투에서 군사들을 이끌고 조홍을 무찌르며 손쉽게 이릉성을 탈취한다. 그러나 다음날 조홍이 조순, 우금의 지원군과 합류해 이릉성을 포위하자 이에 크게 놀란 주유는 부하 능통에게 1만 명의 군사를 내어 진지를 지키게 한 다음 부하 여몽, 한당, 주태와 함께 직접 이릉성으로 진군했다.
주유는 부하 주태를 내보내 기습하고 조홍, 조순, 우금은 조인에게 이 사실을 알리고 군사를 재정비하지만 주유의 계략에 말려 들어 크게 패하고 만다. 주유는 남군성 바로 아래까지 추격해 성문이 열린 것을 보고 곧바로 들어갔으나 주유도 조조의 계략으로 크게 패하고 활까지 맞아 부상을 당한다.
서성과 정봉의 도움으로 겨우 탈출한 주유는 부상을 치료하고 부하 정보를 시켜 진영의 방비를 단단히 했다. 이에 조인의 부하 우금이 싸움을 걸었으나 응하지 않고 이에 조인이 직접 대군을 이끌고 주유에게 싸움을 건다. 주유는 부하 반장을 내보내 맞서게 했으나 부상의 악화되어 쓰러진다.
주유는 곧 자신이 죽었다는 소문을 퍼뜨리고 이에 속은 조인, 조홍, 조순, 우금 등은 진교에게 성을 맡기고 주유의 영채를 습격하지만 곧 주유이 부하 한당, 장흠, 주태, 반장, 서성, 정봉, 진무, 여몽 등에게 역습을 당해 포위되어 궤멸당하고 조인은 겨우 부하 10명만 데리고 조홍과 함께 남군성 부근에 당도한다.
그러나 주유의 부하 능통과 감녕이 길을 막아 결국 남군성에 가지 못하고 하후돈이 있는 양양성으로 달아났다. 주유는 정보와 함께 남군성에 입성하려 했으나 유비의 참모던 제갈량이 부하 조운을 시켜 미리 수를 써 진교를 끌어내 남군성을 점령한다.
이에 주유는 격분하여 남군을 공격했으나 패하고 제갈량을 또 다시 수를 써 형주성에서는 남군성이 위태로우니 원군을 보내달라는 거짓 정보를 보내 끌어낸 다음 장비를 시켜 성을 점령했고 양양성에서도 역시 조인이 구원을 요청했다고 거짓 정보를 보내 하후돈을 끌어 낸 다음 관우를 시켜 점령한다.

## 삼국지정사남군전투
조인은 행(行) 정남장군(征南將軍)으로 임명되어 강릉(江陵)에 남아 주둔하며 수비를 강화했다.
주유와 정보는 남군으로 진군하여 조인과 서로 대치하였는데, 각군은 대강을 사이에 두고 있었다. 병사들이 아직 싸움을 하기도 전에(주) 주유는 감녕을 보내 공격하여 포위하였다.
조인은 성에 올라 이를 보고 3백 명을 뽑고는, 부곡장(部曲將) 우금(牛金)을 보내 거꾸로 싸움을 걸게 했다. 적이 많고 우금(牛金)의 군사가 적었으므로 마침내 포위되었다.
장사(長史) 진교(陳矯)가 함께 성 위에 있었는데 우금 등이 거의 몰살되려는 것을 보고 좌우(左右-주변사람들)가 모두 안색을 잃었다.
조인이 의기(意氣)로 매우 분노해 좌우에 일러 말을 가져오게 하니 진교 등이 함께 조인을 말리며 말했다,
“적의 군사가 흥성하니 당해낼 수 없습니다. 설령 수백 명을 버린다 한들 큰 손해가 아닌데 어찌 장군께서 몸소 가려 하십니까!”
조인이 응낙하지 않고 마침내 갑옷을 입고 말에 오르고는 휘하의 장사(壯士) 수십 기를 거느리고 성을 나섰다.
적과 백여 보 떨어진 곳의 해자(溝)에 접근했다.
진교 등은 조인이 응당 해자 가에 머물며 우금을 돕는 형세를 취할 것이라 여겼으나 조인은 해자를 뛰어넘어 곧바로 전진해 적의 포위망 안으로 돌진해 들어갔고
이에 우금 등이 풀려날 수 있었다.
남은 군사들이 모두 빠져나오지 못했으므로 조인이 다시 돌아가 돌진해 우금의 군사를 벗어나게하고 적이 크게패하여 물러났다.
진교 등은 당초 조인이 나가는 것을 보고 모두 두려워했는데 조인이 되돌아오는 것을 보자 감탄하며 말했다,
“장군은 실로 천인(天人)이십니다!”
감녕은 남군을 취하는 것은 힘드니 이릉으로 진군하여 취할 것을 건의했다. 그는 가서 그 성을 얻었으며, 들어가서는 방어했다.
조인은 그소식을듣고 군을이끌고 감녕을 포위하였으며 감녕은 주유에게 위급함을 알렸다.
주유는 여몽의 계획을 사용하여 능통을 남겨 그 뒤를 지키도록 하고, 자신은 여몽과 함께 감녕을 구하러 갔다.
감녕의 포위가 풀린 후, 주유는 강을 건너 북쪽 해안에 주둔하고 조인과 결전할 날을 정했다.
주유는 직접 말을 타고 싸움을 지휘하다가 날아오는 화살에 오른쪽 겨드랑이를 맞아 상처가 대단히 심했으므로 곧 바로 돌아왔다.
후에 조인은 주유가 일어나지 못하고 누워있다는 소식을 듣고 병사를 이끌고 진영으로 돌아왔다.
그러나 주유는 직접 일어나서 군영을 시찰하고 관리와 병사들을 격려했다.
유비가 주유에게 서신을보내 이르길
“조인이 강릉성을 지키는데, 성 안에 양식이 많아, 괴로운 재앙이 되기에 충분하오.
만약 장익덕이 천 명을 거느리며 경을 따르고, 경이 2천 명을 나눠 나에게 추가해줘,
서로 도우며 하수夏水로부터 들어가서 조인의 후미를 끊으면, 조인은 내가 들어간 것을 듣고 필시 달아날 것이오.”
주유가 2천 명을 그에게 더해줬다.
조인은 상황이 급해지자 철수를 명하였고 유비와 주유는 강릉에서 조인을 포위하여 공격하고
따로 관우를 보내 북쪽길을 끊어 놓았다.
이통은 부대를 인솔하여 관우를 공격하고 말에서 내려 방책을 걷어내고 포위권으로
진입하여 싸우면서 앞으로 나가 조인의 군사를 구출했는데, 무용이 여러 장수들 중에서 가장 뛰어났다.
조인은 무사히 탈출하였고 군을이끌고 돌아갔다.
비로소 주유가 남군(강릉)을 차지하게 되었다.

## 결과 및 영향
이로써 유비는 제갈량의 도움으로 형주를 손에 넣고 형주 평정전을 벌여 고을 4곳까지 더 점령하면서 형주 일대 자리를 확보하게 된다.
이에 주유는 제갈량의 담판을 벌이고 모든 계책을 동원해 형주를 되찾으려 했으나 그로써 유비와 손권 간의 동맹은 깨지고 주유는 결국 병으로 사망한다.